# Solanum vernei
Solanum vernei är en potatisväxtart som beskrevs av Friedrich August Georg Bitter och Marx Carl Ludwig Ludewig Wittmack. Solanum vernei ingår i släktet skattor som ingår i familjen potatisväxter. Inga underarter finns listade i Catalogue of Life.